# Gilles Yapi Yapo
Yapo Gilles Donald Yapi (* 30. Januar 1982 in Abidjan) ist ein ehemaliger ivorischer Fußballspieler, der zuletzt in der zweiten Mannschaft des FC Basel spielte.

## Bisherige Vereine
Der offensive Mittelfeldspieler Gilles Yapi begann seine Profikarriere im Juli 2000 beim ivorischen Fußballclub ASEC Abidjan, den er Juni 2001 verließ, um zum belgischen Erstligisten KSK Beveren zu wechseln. Zur Winterpause, Anfang 2004, wurde er vom französischen Erstligisten FC Nantes gekauft, bei dem er einen Vertrag bis Juni 2007 erhielt. Im Februar 2006 wurde er für drei Monate an den Schweizer Erstligisten BSC Young Boys ausgeliehen und gab dort sein Debüt im Spiel gegen den FC Thun. Obwohl die Berner zunächst nicht bereit waren, die vom FC Nantes geforderte Ablösesumme zu bezahlen, kam der definitive Wechsel kurz vor Transferschluss am 31. August 2006 doch noch zustande. Im Januar 2007 verlängerte Yapi seinen Vertrag vorzeitig bis 2010.
Zur Saison 2010/11 wechselte er zum FC Basel. Sein Mannschaftsdebüt gab er am 20. Juli 2010 beim 3:2-Heimsieg gegen FC Zürich und sein erstes Tor für Basel erzielte er beim 3:0-Heimsieg über FC St. Gallen am 1. August 2010. Er wurde in seiner ersten Saison in Basel Schweizer Meister. Er verletzte sich im zweiten Spiel der Saison 2011/12 und gab sein Comeback im Auswärtsspiel gegen die Young Boys am 16. Februar 2012. Am Ende der Saison 2012/13 wurde Yapi mit dem FC Basel zum dritten Mal Schweizer Meister und die Mannschaft stand im Cupfinal, das sie nach Penaltyschiessen verlor. In der UEFA Europa League 2012/13 zog er mit dem FC Basel ins Halbfinale ein und traf dort auf den UEFA-Champions-League-Sieger FC Chelsea. Der FC Basel verlor beide Spiele und schied mit dem Gesamtergebnis von 2:5 aus. Sein Vertrag wurde nicht verlängert; er wechselte nach Dubai zum Dubai SC.
Seit Juli 2014 spielt Yapi für den FC Zürich. Am 9. November 2014 wurde er von Sandro Wieser gefoult. Er erlitt dabei acht verschiedene Verletzungen, darunter einen Kreuzbandriss. Wieser wurde für sechs Spiele gesperrt; der FC Zürich zeigte ihn wegen schwerer Körperverletzung an.

## Nationalmannschaft
Gilles Yapi war A-Nationalspieler der Elfenbeinküste und nahm 2006 an der Fußball-Weltmeisterschaft in Deutschland teil.

## Titel und Erfolge
YB Bern
- Schweizer Vizemeister 2008, 2009, 2010 mit den BSC Young Boys

FC Basel
- Schweizer Meister (3): 2010/11, 2011/12, 2012/13
- Schweizer Cupsieger: 2011/12
- Schweizer Cupfinalist: 2012/13

FC Zürich
- Schweizer Cupsieger: 2015/2016

Nationalmannschaft
- Qualifikation mit der ivorischen Nationalmannschaft für die Weltmeisterschaft 2006 in Deutschland

## Trivia
Oft sieht man in der Presse die inkorrekte Schreibweise Gilles Yapi-Yapo. «Yapo» ist der erste Vorname von «Gilles Yapi».